# Józef Robakowski
Józef Robakowski (* 20. Februar 1939 in Posen, Woiwodschaft Großpolen) ist ein polnischer Experimentalfilmer und Fotograf.

## Leben und Werk

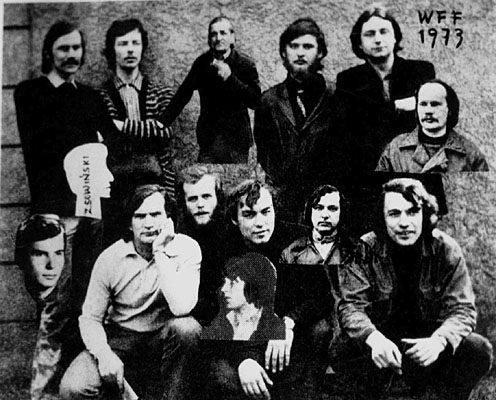
Warsztat Formy Filmowej/Werkstatt der Filmform

Robakowski studierte Kunstgeschichte und Museologie an der Nikolaus-Kopernikus-Universität Toruń und an der Staatlichen Hochschule für Film, Fernsehen und Theater Łódź, wo er später eine Professur innehatte. Er lebt und arbeitet in Łódź, war mit der Schauspielerin Małgorzata Potocka verheiratet und hat eine Tochter.
In den 1960er Jahren begann Robakowski als Fotograf und Filmemacher (35 mm und 16 mm Format). Ab 1974 nutzte er eine Videokamera und gehörte so zur ersten Generation polnischer Videokünstler. Einer seiner bekanntesten Filme From My Window entstand zwischen 1978 und 2000.
Während des Festivals für Experimentellen Film 1971 im belgischen Knokke-Heist benutzte Robakowski während der Aufführung von Test I einen Spiegel, um das Projektorlicht direkt auf das Publikum zu lenken.
Für den Film Test II von 1971 setzte Robakowski keine Filmkamera ein. Licht wurde, aufgrund manueller Bearbeitung des Filmstreifens, direkt vom Filmprojektor auf die Leinwand projiziert. Robakowski erweiterte die klassischen Methoden der Filmprojektion, indem er den Film mit zusätzlichen Perforationen versah, so dass blitzartig das ungefilterte Projektorlicht in unregelmäßigen Abständen die Vorführung störte und so den Komfort und die Dunkelheit des Kinosaals durchbrach.

„I am interested in ‚pure screen‘. My TEST – the film from 1971 – being the simplest emission of light upon a screen, reveals that power. In psychological terms it works excellently. Actually, it works till it hurts, as cinema projection is about really strong beam of light, about an energetic force which computer screen doesn't have at all. Cinema is the power of light, the very magic of it.“

Licht spielte auch bei dem Werk 1, 2, 3, 4... von 1992 eine entscheidende Rolle. Attention: Light! Aus dem Jahr 2004 entstand in Zusammenarbeit mit Wiesław Michalak und Paul Sharits. Begleitet von Frédéric Chopins Mazurka op. 68 nr. 4 pulsieren acht wechselnde Farbflecke in verschiedener Lichtintensität zu der Klaviermusik.
Robakowski war Mitbegründer der avantgardistischen Künstlergruppen Zero-61, die von 1961 bis 1969 existierte, Oko, Pętla und Krąg (1965 bis 1967). Er war an der Organisation der Warsztat Formy Filmowej/Werkstatt der Filmform (1970 bis 1977) und Stacja Ł (1991–1992) beteiligt. Er organisiert Ausstellungen und Umfragen und betreibt seit 1978 die Exchange Gallery in seiner Wohnung in Łódź. Robakowski ist Mitglied der Artists' International Association.

## Einzelausstellungen (Auswahl)
- 2000: Personal Cinema Weserburg Museum für moderne Kunst, Bremen
- 2002: The skies of assumptive time, Mala Gallery, Warschau[9]
- 2003: Energetische Ecken Museum Modern Art in Hünfeld
- 2011: New York’s Ludlow 38 gallery, 2012 Arsenal Gallery, Białystok und Zentrum für Kunst und Medientechnologie in Karlsruhe[10]
- 2012: Józef Robakowski. The Handshake, ZKM Karlsruhe, Karlsruhe
- 2012: Zentrum für zeitgenössische Kunst, Schloss Ujazdowski, Warschau[11]

## Gruppenausstellungen (Auswahl)
- 1973: Biennale von São Paulo, Brasilien
- 1976: Video-Film-Photo-Text De Appel, Amsterdam
- 1977: documenta 6, Kassel
- 1979: Hayward Gallery in London
- 1982: Biennale of Sydney, Australien
- 1983: Centre Georges-Pompidou, Paris
- 1983: Kunst mit Photographie Nationalgalerie (Berlin)
- 1993: Polnische Avantgarde 1930–1990 Neuer Berliner Kunstverein, Berlin
- 1994: Der Riss im Raum Martin-Gropius-Bau, Berlin
- 1998: Staatliche Hochschule für Film, Fernsehen und Theater Łódź: 50 Jahre Museum of Modern Art, New York City
- 2001: Videonale Bonner Kunstverein
- 2007: 2. Moskau Biennale für zeitgenössische Kunst, Moskau

## Auszeichnungen (Auswahl)
- 2001: Katarzyna Kobro Award